# شتيفن فرويند
شتيفن فرويند (بالألمانية: Steffen Freund)‏ (مواليد 19 يناير 1970) هو لاعب كرة قدم. يلعب مع منتخب ألمانيا لكرة القدم. سبق له أن لعب في كأس العالم لكرة القدم مع منتخب بلاده.

## مسيرته الكروية
لعب شتيفن فرويند خلال مسيرته الاحترافية مع 6 أندية في ثمانية عشر موسمًا وسجل خلالها 9 أهداف ضمن 351 مباراة. ولم يفز بأي موسم بالكأس وفاز في موسمين بالدوري.
خاض شتيفن فرويند مسيرته مع BSG Stahl Brandenburg ‏ في موسم 1988–89 واستمر معه طيلة ثلاثة مواسم، مشاركًا في 57 مباراة ولم يسجل أي هدف. ثم انتقل إلى نادي شالكه 04 في موسم 1991–92 ولمدة موسمين، حيث شارك في 53 مباراة سجل خلالها 3 أهداف. لينتقل بعدها إلى نادي بوروسيا دورتموند للفورميلا في موسم 1993–94 ليلعب معه ستة مواسم، مشاركًا في 117 مباراة سجل خلالها 6 أهداف. ثم انتقل إلى نادي توتنهام هوتسبير في موسم 1998–99 ليلعب معه خمسة مواسم، مشاركًا في 102 مباراة ولم يسجل أي هدف. هذا وانتقل لاحقًا إلى نادي ليستر سيتي في موسم 2003–04 لمدة موسم واحد، مشاركًا في 14 مباراة ولم يسجل أي هدف أيضًا.

## روابط خارجية
- شتيفن فرويند على موقع الاتحاد الدولي (مؤرشف)  (الإنجليزية)
- شتيفن فرويند على موقع الاتحاد الأوربي (الإنجليزية)
- شتيفن فرويند على موقع قاعدة بيانات كرة القدم.إي يو (الإنجليزية)
- شتيفن فرويند على موقع بيانات كرة القدم. دي إي (الألمانية)
- شتيفن فرويند على موقع ناشيونال فوتبول تيمز (الإنجليزية)
- شتيفن فرويند على موقع عالم كرة القدم.نت (الإنجليزية)
- شتيفن فرويند على موقع كووورة